# Johannes Geffcken (Philologe)

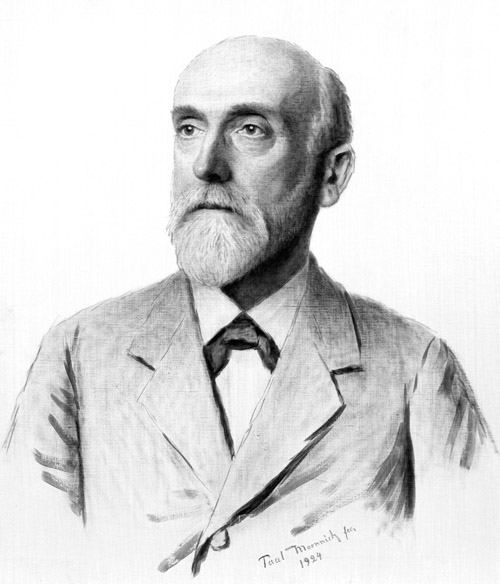
Johannes Geffcken (Ölzeichnung von Paul Moennich, 1924)

Karl Heinrich Johannes Geffcken (* 2. Mai 1861 in Berlin; † 11. Juni 1935 in Rostock) war ein deutscher Klassischer Philologe, der von 1907 bis 1933 als Professor an der Universität Rostock wirkte.

## Leben
Johannes Geffcken war der Sohn des Juristen, Diplomaten und Publizisten Friedrich Heinrich Geffcken (1830–1896). Zu seinen zwei Schwestern und drei Brüdern gehörte der Jurist Otto Wilhelm Heinrich Geffcken. In Wahrung der Tradition seiner Familie Hamburger Senatoren begann Johannes Geffcken 1881 ein Studium der Rechtswissenschaft in Straßburg. Er wechselte jedoch bald zur Klassischen Philologie, die in Straßburg unter anderem durch Heinrich Nissen vertreten war. 1882 wechselte er an die Universität Göttingen zu Hermann Sauppe und Karl Dilthey. Er wurde Mitglied des Philologisch-Historischen Vereins Göttingen im Naumburger Kartellverband. Nach einem Jahr in Bonn (1884/1885) bei Hermann Usener und Franz Bücheler brachte Geffcken seine Studien in Göttingen zu Ende. Auf Anregung seines hiesigen Lehrers Ulrich von Wilamowitz-Moellendorff verfasste er seine Dissertation De Stephano Byzantio, mit der er 1886 promoviert wurde. 1887 legte er das Staatsexamen ab und arbeitete ab Michaelis 1889 am Wilhelm-Gymnasium zu Hamburg. Durch den Editionsauftrag der Oracula Sibyllina für die Kirchenväterkommission der Preußischen Akademie der Wissenschaften, den er 1897 erhalten und 1901 zu Ende gebracht hatte, gelangte Geffcken zu seinem Hauptarbeitsgebiet: der Erforschung der christlichen Literatur der Antike und ihres Verhältnisses zur paganen Literatur.
Zum Sommersemester 1907 folgte Geffcken, der nicht habilitiert war, einem Ruf an die Universität Rostock, wo er bis an sein Lebensende wirkte. In den Jahren 1916/1917 und 1924 war er Rektor der Universität. Zu den bedeutsamsten Arbeiten seiner Rostocker Zeit zählen die Neuausgabe von Friedrich Lübker’s Reallexikon des klassischen Altertums (gemeinsam mit Erich Ziebarth, 1914), diverse Editionen und Monografien zu den Kirchenvätern sowie seine unvollendet gebliebene Griechische Literaturgeschichte (1926–1934). 1919 erhielt er die Ehrendoktorwürde der theologischen Fakultät der Universität Rostock.

## Schriften (Auswahl)
- De Stephano Byzantio. Göttingen 1886 (Dissertation)
- Timaios’ Geographie des Westens. Berlin 1892
- Komposition und Entstehungszeit der Oracula Sibyllina. Leipzig 1902. Nachdruck Leipzig 1967
- Die Oracula Sibyllina, bearbeitet im Auftrag der Kirchenväter-Kommission. Leipzig 1902. Nachdruck Leipzig 1967
- Aus der Werdezeit des Christentums. Studien und Charakteristiken. Leipzig 1904
  - Neuausgabe unter dem Titel: Das Christentum im Kampf und Ausgleich mit der griechisch-römischen Welt. Studien und Charakteristiken aus seiner Werdezeit. 3., völlig umgearbeitete Auflage, Leipzig/Berlin 1920
- Zwei griechische Apologeten. Leipzig7Berlin 1907. Nachdruck Hildesheim/New York 1970
- Christliche Apokryphen. Tübingen 1908 (Religionsgeschichtliche Volksbücher 15)
- Kaiser Julianus. Leipzig 1914
- mit Erich Ziebarth: Friedrich Lübkers Reallexikon des klassischen Altertums 8., vollständig umgearbeitete Auflage, Leipzig/Berlin 1914
- Aus stiller Arbeit: Weihnachtsgabe der Rostocker Universitätslehrer an ihre Schüler im Felde Rostock 1916
- Drei deutsche Universitätslehrer in großer Zeit. Rostock 1916 (Rektoratsrede)
- Griechische Epigramme. Heidelberg 1916. Nachdruck Hildesheim 1976
- Deutschlands akademische Jugend 1813, 1870, 1914. Rostock 1917 (Rektoratsrede)
- Die griechische Tragödie. Leipzig/Berlin 1918. 3. Auflage, Leipzig/Berlin 1921
- Griechische Menschen. Leipzig 1919
- Der Ausgang des griechisch-römischen Heidentums. Heidelberg 1920. 2. Tausend mit Nachträgen, Heidelberg 1929. Nachdrucke Darmstadt 1963, 1972
  - Englische Übersetzung von Sabine MacCormack: The last days of Greco-Roman paganism. Amsterdam 1978
- Der Ausgang der Antike. Berlin 1921 (Schule und Leben 3)
- Religiöse Strömungen im 1. Jahrhundert n. Chr. Gütersloh 1922
- Griechische Literaturgeschichte. Band 1: Von den Anfängen bis auf Sophistenzeit. Heidelberg 1926
- Der Brief an Diognetos. Heidelberg 1928
- Griechische Literaturgeschichte. Band 1: Von Demokritos bis Aristoteles. Heidelberg 1934